# Зачётный препод 2
«Зачётный препод 2» (оригинальное название — искаж. англ. и нем. Fack ju Göhte — Fuck you, Göhte («Пошёл ты, Гёте») — немецкая кинокомедия режиссёра Боры Дагтекина.
Премьера состоялась 7 сентября в Мюнхене.
Стал вторым самым успешным фильмом в немецких кинотеатрах 2015 года, после «Звёздных войн: Пробуждение силы» и самым успешным немецким фильмом.

## Сюжет
Бывший грабитель Зэк Мюллер сомневается в своей способности продолжать работу учителя в общеобразовательной школе имени Гёте. Он узнаёт, что его умерший бывший сообщник убегая спрятал свою добычу в машину Зэка. В дальнейшем, будучи учителем, он прячет её дома в мягкой игрушке. Тем не менее, её находит Лизи и помещает в контейнер для пожертвований Шиллера. Зэк штурмует школу соревнований, где он встречает преданного учителя Хауке Вёлки. Однако выясняется, что контейнер уже на пути в школу-партнер в Таиланде.
Поскольку директор Герстер планирует совершить классную поездку за границу с гимназией Шиллера, чтобы увеличить шансы на получение субсидии, Зэк  и соглашается поехать со своим классом в Таиланд. Тем не менее, на это право имеют только студенты и преподаватели экологической группы. Поэтому ученики Зэка заменяют седативные таблетки Ляймбах-Кнорр на психоделический препарат, после чего у неё случается сильная истерика и она попадает в психиатрическую больницу.
В аэропорту в сумке Лизи был обнаружен водяной флакон в виде ручной гранаты. Поэтому Лизи увезла полиция и она не может присоединиться к поездке. После некоторой турбулентности на самолёте Зэк случайно принимает слишком много своих снотворных и погружается в глубокий сон. По прибытии в Бангкок, Даниель вывозит класс в центр города, где они посещают клуб и вечеринку. Зэк просыпается немного позже и изо всех сил пытается убрать своих учеников из клуба.
На следующий день группа прибывает в Таиланд, где находится школа-партнер. Ночью группа Зэк отправляется на старую военную площадку по соседству, где пожертвования хранятся в контейнере; Майк находит игрушку, в которой собственность Зэк, но тайком кладёт её в свою сумку, потому что это тоже школьный талисман. На следующий день обе школы посещают старый храмовый комплекс, где Зэк замечает, как ученик Шиллерской гимназии крадет игрушку из сумки Майка. Затем между ним и Хауке Вёлки происходит драка.
Студенты Зэка похищают и «пытают» ученика из другой школы, которая раскрывает расположение игрушки. Они сталкиваются с Зэком и находкой и обвиняют его в желании отказаться от них, хотя он пообещал помочь им в старшей школе. Однако, поскольку Зэк не отвечает, Шанталь и Даниель бегут с бриллиантами. Они крадут лодку, а Зэк следует за ними с помощью параплана, прикрепленного к лодке веревкой. Поскольку Даниель отрывает дроссель моторной лодки и лодка направляется на скалу, Шанталь и Даниель спрыгивают с лодки. Зэк избавляется от веревки в последний момент, разделив параплан, пока лодка взрывается и опускается на дно моря с бриллиантами.
Позже студенты извиняются перед Зэком. В качестве наказания Шанталь и Даниель должны погрузиться и найти алмазы, где затонула лодка; но у них нет опыта дайвинга. Вскоре после этого на них нападают те, кто нападал на них раньше. Оказывается, это были сироты катастрофы цунами, которая произошла десять лет назад. Зэк убеждает их нырнуть за алмазами для него, что в конечном итоге у них получается.
Вернувшись в старый военный объект, ученики сообщают, что пожертвования не проводятся в гимназии Шиллера. Скорее, школа использует деньги пожертвования для выращивания наркотиков. Хауке Вёлки оказывается инициатором и эксплуатирует сирот в качестве рабочих на плантации. Зэк поливает наркотики бензином и поджигает их, когда появляется Хауке. Он пытается погасить огонь, но его сбивает падающая труба. Зэк вытаскивает его из огня.
В здании тайской партнерской школы ученики Зэк делают интимные фотографии с бессознательным Хауке Вёлки. С их помощью Зэк шантажирует его, чтобы он прекратил партнерство с тайской школой. Зэк использует деньги от бриллиантов, чтобы купить материал для детского дома, который он строит вместе со своими учениками. На месте, директор Герстер поздравляет Зэк с тем, что он лицо рекламной кампании школы, но он настаивает на совместном выступлении только с Лизи.

## В ролях
| Актёр               | Роль                    |
| ------------------- | ----------------------- |
| Элиас М’Барек       | Зэк Мюллер              |
| Каролина Херфурт    | Лизи Шнабельштедт       |
| Катя Риман          | директор Гудрун Герстер |
| Яна Палласке        | Чарли                   |
| Альвара Хёфельс     | Каро Майер              |
| Йелла Хаазе         | Шанталь Акерманн        |
| Макс фон дер Грёбен | Даниель Беккер          |
| Анна Лена Кленке    | Лаура Шнабельштедт      |
| Гизем Эмре          | Зейнеп                  |
| Арам Арами          | Бурак                   |
| Уши Глас            | Ингрид Ляймбах-Кнорр    |
| Фарид Бэнг          | Пако                    |
| Фолькер Брух        | Хауке Вёлки             |
| Лукас Рейбер        | Этьен («Плоппи»)        |
| Иоганн Нуссбаум     | Седрик                  |
| Руна Грейнер        | Майк                    |

## Производство
В конце декабря 2013 года продюсер Мартин Мошкович объявил, что фильм поступит в производство в 2014 году. Мошкович также подтвердил возвращение актеров Элиаса М'Барека, Каролин Херфурт и Кати Римана. Съёмки начались 22 февраля 2015 года и закончились 10 мая 2015 года. Как и в первой части, они длились около 40 дней.
Фильм финансировался Немецким кинофондом в сумме € 1,240,180,45.

## Саундтрек
Заглавная песня была написана Сарой Коннор и Тимом Майерсом в исполнении Лены Майер-Ландрут. Как и в первой части, использовались другие известные песни.

## Прокат
Фильм посмотрело  2 115 200 зрителей по всей стране в выходные. Это самый успешный уик-энд немецкого кино, с оборотом в 17,73 млн евро, до выпуска «Звёздных войн: Пробуждение силы».
К 31 декабря 2015 года в немецкой кассе было учтено 7 630 349 зрителей. Таким образом, фильм занимает первое место по количеству зрителей и четвертое место самых успешных немецких кинофильмов с начала подсчета зрителей в 1968 году. Таким образом, сиквел превзошёл своего предшественника. Международный рекорд кассовых сборов составляет более 80 миллионов евро.

## Продолжение
Режиссёр Бора Дагтекин и актёр Эльяс М'Барек подтвердили третий и последний выпуск серии «Зачётный препод» в пятницу, 27 января 2017 года. «Зачётный препод 3» был выпущен 26 октября 2017 года.